# Akohekohe
Akohekohe (Palmeria dolei) är en akut utrotningshotad fågel i familjen finkar som förekommer i Hawaiiöarna.

## Kännetecken

### Utseenden
Akohekohen är en stor (18 cm) medlem av familjen med en vass, något nedåtböjd näbb och på pannan en tydlig framåtböjd tofs av styva, vita fjädrar. Fjäderdräkten är mestadels svart med orangeröda och silvergrå fläckar och streck. På huvudet syns en lurvig, rödorange fläck i nacken, en orangebeige ögonring och ett kort streck bakom ögat. Ving- och stjärtpennor är vitspetsade medan "låren" är orangebeige. Könen är lika, men ungfågeln är enhetligt sotgrå med orangebeige ögonring och en mycket kort, grå tofs. 

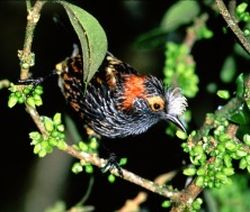

### Läten
Sången beskrivs som en varierande serie låga toner som "ah-koh-heh-koh-heh" (därav namnet) och andra varianter. Lätet är en stigande vissling likt en människas.

## Utbredning och systematik
Arten tillhör hawaiifinkarna och placeras som enda art i släktet Palmeria. Den är endemisk för Hawaii där den enbart förekommer i bergsskogar med städsegrön ohia (Metrosideros polymorpha) på östra Maui på höjder mellan 110 och 2 300 meter över havet. Den är lokalt utdöd på Molokai.

### Familjetillhörighet
Arten tillhör en grupp med fåglar som kallas hawaiifinkar. Länge behandlades de som en egen familj. Genetiska studier visar dock att de trots ibland mycket avvikande utseende är en del av familjen finkar, närmast släkt med rosenfinkarna. Arternas ibland avvikande morfologi är en anpassning till olika ekologiska nischer i Hawaiiöarna, där andra småfåglar i stort sett saknas helt.

## Status och hot
Internationella naturvårdsunionen IUCN kategoriserar arten som akut hotad främst på grund av introducerade predatorer. Beståndet uppskattas till mellan 1 100 och 2 500 vuxna individer.

## Namn
Fågelns vetenskapliga artnamn hedrar Sanford Ballard Dole (1844–1926), en hawaiiansk domare, politiker, president i Republiken Hawaii 1893–1898 och guvernör i Hawaiiterritoriet 1900–1903. Släktesnamnet Palmeria hedrar istället Henry Charles Palmer (1866–1920), samlare av specimen för Lionel Walter Rothschild i bland annat Hawaiiöarna 1890–1893.